# Варсапов, Матвей Ефремович
Матвей Ефремович Варсапов (Дед Матвей) — оленевод Карской тундры, ненецкий драматург.

## Биография
Родился в 1888 году. Владел искусством обучения ездовых оленей, рожденных от скрещивания домашних оленей с дикими. Был известен как самобытный исполнитель эпических и жанровых песен ненцев. Был автором ненецкой пьесы «Шаман», поставленной в 1936 году в Нарьян-Маре на олимпиаде народного творчества. В этой пьесе изобличается хитрость и алчность шаманов.
Умер 15 мая 1967 года и похоронен на станции Седловая близ Воркуты (67°38′18″ с. ш. 64°11′47″ в. д.). Скульптура Варсапова «Дед Матвей» (дерево, 1969) работы художника С. А. Круглова находится в Ненецком краеведческом музее.